# Califfato dei Rashidun
L'espressione Califfato dei Rāshidūn (in arabo  اَلْخِلَافَةُ ٱلرَّاشِدَةُ‎?, al-Khilāfah ar-Rāšidah), ossia "Califfato dei ben guidati", identifica il trentennio circa di storia islamica (632-661) in cui la Umma fu retta dai quattro Califfi: Abū Bakr, ʿUmar ibn al-Khattāb, ʿUthmān b. ʿAffān e ʿAlī b. Abi Tālib (اَلْخُلَفَاءُ ٱلرَّاشِدُونَ al-Khulafāʾ ar-Rāšidūn). L'essere stati tra i musulmani più illustri per anzianità di fede (sābiqa) e per parentela o affinità con Maometto (karāba), e l'essere stati prescelti in base a criteri di efficienza e non di appartenenza familiare, li ha fatti definire dai musulmani come "retti" (rāshidūn).

## Origini
Dopo la morte di Maometto nel 632, i musulmani medinesi (Anṣār), proprio mentre si stavano celebrando i funerali del profeta, discussero di chi tra loro sarebbe succeduto al profeta Maometto come guida dei musulmani. I coreisciti ʿUmar e Abū ʿUbayda b. al-Jarrāḥ (due dei primi convertiti), con una decisione forse concordata precedentemente, giurarono fedeltà ad Abū Bakr, inducendo ad allinearsi a loro sia gli Anṣār, sia gli altri coreisciti emigrati. Per il fatto di aver fatto ricorso a una consultazione in una shura, i movimenti liberali nell'islam sostengono che il califfato dei Rashidun fosse un precursore della democrazia islamica.

### Califfato di Abū Bakr

Domini del Califfato dei Rashidun

Abū Bakr di conseguenza divenne il primo Khalīfat Rasūl Allāh (Vicario dell'Inviato di Allāh), e a lui venne attribuito l'intento di avviare le campagne militari, in modo da diffondere la nuova religione islamica e il messaggio divino.

In realtà sembra che, con la sua organizzazione di una forza militare, egli intendesse semplicemente vendicare la cocente disfatta di Muʾta, tanto da affidarne il comando a Usama ibn Zayd, figlio di Zayd b. Ḥāritha (adottato a suo tempo dal Profeta), che in quello scontro era morto.

Prima ancora di far partire il "nipote adottivo" del Profeta per quella sorta di "spedizione punitiva", Abū Bakr dovette però inopinatamente affrontare un problema più grave e impellente. Un certo numero di tribù arabe prese infatti a esternare il proprio deciso intento di riprendersi totalmente la propria libertà d'azione, sciogliendosi dall'alleanza con Medina, vuoi per scopi puramente politico-economici, vuoi abiurando all'Islam che precedentemente qualche tribù aveva abbracciato pur di poter concludere l'alleanza con Maometto. Ciò fu svilito dal Califfo - a ragione o a torto - come un atto di inammissibile abiura e il conflitto che ne seguì fu definito per questo come "guerre della ridda", che comunque portarono di fatto al suo epilogo alla totale acquisizione da parte di Medina della penisola araba.

Il primo grave episodio si ebbe in Yemen ed è noto come l'"avvenimento di Aswad al-Ansi", che fu ucciso il 30 maggio 632 (equivalente al 6 Rabīʿ I 11 dell'Egira) dal governatore musulmano d'origine persiana dello Yemen, Firoz.. La notizia della sua morte giunse poco dopo la morte di Maometto.
La causa principale dell'apostasia era la labilità della nuova fede su persone da secoli abituate a seguire diversi culti politeistici. Molte delle tribù si erano convertite all'Islam per motivi essenzialmente politici nel nono e decimo anno dell'Egira ed è lecito pensare che in alcuni casi l'imposta da essi pagata all'erario islamico di Medina fosse considerata nulla più del tributo che abitualmente si pagava al contraente più forte per il felice esito dell'alleanza contratta, anziché la zakāt che ogni musulmano adulto è tenuto a pagare annualmente.
Alcune tribù contrapposero a Maometto un loro profeta tribale, come fu il caso di Musaylima, di Ṭulayḥa o di Sajāḥ. La replica di Abū Bakr, che insisteva sull'obbligatorietà di non rinnegare la conversione a suo tempo operata, portò alla guerra della cosiddetta ridda (apostasia). Le operazioni militari contro Musaylima furono condotte da ʿIkrima b. Abī Jahl e, in modo decisivo, da Khālid b. al-Walīd, che ebbe la meglio nella risolutiva battaglia di Aqraba' (o della Yamama, ma la guerra di conquista della penisola araba coinvolse anche il Bahrain, l'Oman, il Mahra e lo Yemen).
Dopo aver sedato le rivolte, Abū Bakr iniziò una guerra di conquista dell'Iraq, la provincia più ricca dell'Impero persiano sasanide. Mandò quindi il suo più valoroso generale Khālid b. al-Walīd a invadere l'Impero sasanide nel 633. Spedì anche 4 eserciti a invadere la Siria romana, ma non ottenne grossi risultati fino a quando Khālid, dopo aver completato la conquista dell'Iraq, venne trasferito al fronte siriano nel 634.

### Regno di ʿUmar
Abu Bakr designò ʿUmar b. al-Khaṭṭāb come suo successore, dopo essersi fatto promettere dai più influenti Compagni che la sua volontà sarebbe stata rispettata.
Con ʿUmar, l'idea (già avuta da Abū Bakr) di raccogliere le tradizioni orali del Corano in un testo scritto unico fu ripresa, anche se l'esito positivo finale fu merito del suo successore ʿUthmān b. ʿAffān. Un'altra importante riforma di cui ʿUmar porta l'intero merito, certamente imposta da esigenze burocratiche, fu quella calendariale che fissò come anno 1 del nuovo computo temporale l'Egira (vale a dire il 622) del Profeta e dei suoi seguaci Muhājirūn a Yathrib (poi Medina). L'anno islamico continuò a rispettare quello lunare, basato cioè sulle lunazioni, e costituì una pietra miliare per la redazione di più precise cronache e cronologie: fondamento primo della successiva redazione di cronache annalistiche e di libri di valenza storica.

ʿUmar - che si fece chiamare Amīr al-muʾminīn, cioè "Comandante dei credenti" - continuò la guerra iniziata da Abū Bakr. Continuò la guerra contro l'Impero sasanide, infliggendo ai Persiani grosse sconfitte, ma continuò anche la guerra contro i Romani d'Oriente (anche detti Bizantini, da Bisanzio loro capitale) attaccando a nord la Siria e a ovest l'Egitto. Nel 640 erano già in mano islamica la Mesopotamia, la Siria e la Palestina. L'Egitto venne conquistato nel 642 e l'Impero sasanide nel 643. Queste erano fra le più ricche regioni del mondo, difese da potenti forze militari, e tuttavia caddero per vari motivi di debolezza strutturale nelle mani dei guerrieri musulmani in un batter d'occhio. ʿUmar fu comunque uno dei più grandi geni politici della storia. Mentre l'impero si stava espandendo a vista d'occhio sotto la sua guida, iniziò anche a costruire la struttura politica che avrebbe tenuto insieme il vasto impero che si stava formando. ʿUmar non costrinse i popoli non musulmani a convertirsi all'Islam, né istituì uno stato centralizzato, come avevano fatto i Persiani. Al contrario, permise alle popolazioni sottomesse di conservare, praticamente senza limiti, la loro religione, la loro lingua, le loro usanze e la loro giurisdizione per quanto riguardava lo statuto personale, il diritto di famiglia, il diritto matrimoniale e il diritto ereditario. L'unica intrusione nella loro vita fu l'obbligo di ubbidire a un governatore (Amīr) e di versare le imposte (maggiori di quelle dovute dai musulmani, ma comunque non esose) a un esattore governativo (ʿāmil). Proprio per quest'ultima necessità ʿUmar elaborò una serie di provvedimenti che si riveleranno la sua innovazione più efficace. Capì infatti che la base più solida per amministrare una struttura statale ampia e potente era una stabile struttura finanziaria. A tal fine edificò un efficiente sistema di tassazione e pose l'apparato militare sotto il diretto controllo dell'autorità califfale. Fondò pertanto un dīwān, in cui operarono persone capaci sotto il profilo contabile-amministrativo, non necessariamente musulmane, in cui si teneva puntuale memoria delle entrate e delle uscite pubbliche: il soldo dei militari, le spese pubbliche, le pensioni elargite a personalità di spicco del primissimo Islam e alle vedove dei guerrieri caduti in guerra e ai loro orfani ed eredi (tale pratica finì solo con il califfo abbaside al-Muʿtaṣim), come pure degli introiti delle tasse.
ʿUmar fu ferito a morte dallo schiavo (persiano o cristiano) Abū Lūʾlūʾ, durante le preghiere mattutine, nel 644. Prima di morire, ʿUmar decretò l'istituzione di un consiglio (shūra ) di sei persone, incaricato di decidere chi sarebbe stato al suo interno il prossimo califfo.

### Ascesa di ʿUthmān
Ancora una volta gli Ansar vennero gradualmente esclusi dal potere da parte dell'élite coreiscita dei Muhājirūn. A indicare quale successore dovesse avere 'Umar fu un ristretto comitato di Muhājirūn: ʿAbd al-Rahmān b. ʿAwf, Ṭalḥa b. ʿUbayd Allāh, al-Zubayr b. al-ʿAwāmm, Saʿd b. Abī Waqqāṣ, ʿAlī b. Abī Ṭālib e ʿUthmān b. ʿAffān. Non è ben chiaro se a mediare tra i candidati al Califfato sia stato il figlio di ʿUmar, ʿAbd Allāh (cui il padre impose la non candidatura per poter mediare in modo credibile) o, come dice la maggior parte delle tradizioni, ʿAbd al-Rahmān b. ʿAwf. Le candidature che sembrano più autorevoli furono infine due: quella di ʿUthmān e quella di ʿAlī. Quest'ultimo era cugino di Muḥammad, musulmano della primissima ora, suo genero per averne sposato la figlia Fāṭima e fratello "elettivo" al momento del cosiddetto "affratellamento", imposto dal Profeta ai suoi seguaci meccani e medinesi subito dopo il trasferimento (Egira) a Medina (allora chiamata ancora Yathrib).
ʿUthmān apparteneva all'importante e ricco clan omayyade dei Quraysh, ed era anch'egli genero di Muḥammad per averne sposato le figlie Ruqayya e Umm Kulthūm. Uomo pratico, intelligente, di fascino personale, moderato, non era particolarmente valoroso negli scontri militari come ʿAlī, né era uno zelante musulmano come il cugino del Profeta, ma si era convertito in momenti in cui era indubbiamente rischioso proclamarsi musulmano, mettendo a disposizione di Muhammad la sua indubbia cultura e intelligenza politica.

ʿAlī interpretava gli ideali universalistici dell'Islam e per questo godeva di grande popolarità tra gli Ansar, proponendosi come un elemento di rottura sociale col vecchio mondo preislamico, mentre le origini omayyadi di ʿUthmān sembravano indicarlo come l'uomo politico della continuità.
Fu decisiva la risposta al quesito di ʿAbd al-Rahmān b. ʿAwf (o ʿAbd Allāh b. ʿUmar) sul come avrebbero voluto governare qualora fossero diventati califfi. ʿAlī rispose che avrebbe governato basandosi sul Corano e la consuetudine di vita del Profeta. ʿUthmān invece affermò di voler proseguire lungo la vita indicata dai suoi due predecessori, Abū Bakr e ʿUmar b. al-Khaṭṭāb. Dunque il primo affermava i valori assoluti del messaggio divino e dell'esempio profetico, senza compromessi, l'altro si richiamava alla sapienza amministrativa dei due primi califfi, capaci di armonizzare ideali islamici e realtà contingente. Il primo sembrava additare un esempio sovrumano, il secondo un esempio umano. Prevalse il consenso per ʿUthmān, che tra l'altro era più anziano di ʿAlī, in un contesto culturale in cui l'esperienza garantita dall'età era un valore di altissimo profilo.
ʿUthmān regnò per dodici anni come califfo, nella cui prima metà fruì di grande popolarità e di consenso, mentre nella seconda metà dovette fronteggiare una crescente opposizione, favorita forse dal suo processo d'invecchiamento.
L'opposizione era impersonata dai seguaci di ʿAli ma anche da Ṭalḥa, Zubayr e dalla stessa vedova del Profeta, ʿĀʾisha.
Malgrado il peggioramento della situazione interna, ʿUthmān proseguì nell'azione di conquista militare, tanto brillantemente inaugurata dai suoi due predecessori. L'esercito califfale conquistò il Nordafrica, strappandolo ai Bizantini e compì le prime incursioni nella Spagna visigotica, aggredendo anche le isole di Rodi, della Sicilia e di Cipro, pur senza realizzare una stabile occupazione di quei territori. L'esercito del califfo proseguì la sua penetrazione del territorio metropolitano iranico-sasanide e le sue teoriche frontiere orientali giunsero fino al basso corso del fiume Indo, malgrado non vi fosse alcuna possibilità di mantenere a lungo le guarnigioni in quei territori, sommerse non appena il grosso dell'esercito califfale tornava a occidente.
La maggiore opera di ʿUthmān fu la formale trascrizione del testo coranico, fino ad allora memorizzato dai fedeli musulmani.
Le guerre di conquista fatalmente fecero diminuire il numero dei ḥuffāẓ (coloro che conoscevano a memoria il Corano) e l'islamizzazione di buona parte delle popolazioni i cui territori erano stati conquistati richiedeva un sostegno scritto che potesse raggiungere le contrade più lontane dei domini della Umma.
Ciò non bastò peraltro a calmare gli animi di quanti rimproveravano al Califfo una politica troppo nepotistica e disattenta dell'interesse pubblico in generale e di quello delle regioni meno ricche in particolare.
Fu così che ribelli egiziani e kufani posero l'assedio alla residenza califfale (dār al-imāra) a Medina.

## Assedio della residenza di ʿUthmān
ʿUthmān, a fronte della contestazione, replicò di non meritare la morte, non avendo mai ucciso alcun musulmano ingiustamente, di non aver mai abiurato e di non aver mai commesso adulterio: soli crimini per i quali il Corano si ritiene abbia comminato la pena di morte (cosiddette "pene ḥadd"). Dichiarò inoltre anche di non voler alcuna guerra civile tra musulmani, preferendo decisamente negoziati.
In base ad essi il califfo autorizzò i violenti contestatori egiziani e kufani a rimuovere dalla loro carica i loro governatori ma, mentre costoro, soddisfatti, avevano ripreso la via del ritorno in patria, fu da essi stessi intercettato un messo califfale che portava una lettera diretta ai governatori di Fusṭāṭ e Kūfa in cui si autorizzava la messa a morte dei loro avversari.
La doppiezza califfale fece tornare infuriati ed esasperati a Medina gli Egiziani e i Kufani, che posero il definitivo assedio alla residenza califfale. Esso si concluse di lì a poco con un'irruzione di un gruppo di facinorosi (tra cui il figlio del primo califfo, Muhammad ibn Abi Bakr) all'interno della dār al-imāra e con la violenta uccisione del vecchio califfo che, si disse, stava leggendo una copia del Corano da lui fatto mettere per iscritto e che avrebbe macchiato col suo sangue le pagine pergamenacee del sacro testo.

## Crisi e frammentazione
Dopo l'assassinio del terzo califfo, ʿUthmān ibn ʿAffān, i Compagni di Maometto rimasti a Medina - di fatto Ṭalḥa e Zubayr - scelsero ʿAlī come nuovo califfo, a ciò spinti dalla coercitiva azione del suo principale sostenitore, il kufano Malik al-Ashtar, e dal consenso che su di lui convergeva anche da parte dei facinorosi ribelli.
Subito dopo ʿAlī dimise numerosi governatori, molti dei quali parenti del califfo assassinato, e li rimpiazzò con suoi fedeli. ʿAlī trasferì poi la capitale califfale a Kufa, la città-guarnigione nell'attuale Iraq, in cui poteva contare sull'incondizionato sostegno degli abitanti. Tra i governatori deposti figurava anche Muʿāwiya, parente anch'egli di ʿUthmān, che da 20 anni governava egregiamente la Siria da Damasco e che era stato nominato in quella carica dal secondo califfo, ʿOmar ibn al-Khaṭṭāb.
Sarà Muʿāwiya a muoversi per chiedere, armi alla mano, giustizia per il parente califfo ucciso, in ciò applicando un diritto alla vendetta (presente sia prima dell'Islam che nel Corano nella cultura araba) ma anche configurandosi come un ribelle alla suprema dignità califfale.
Da ciò scaturì la guerra civile, chiamata dagli storici musulmani "Prima Fitna" (prova).
ʿAlī dovette dapprima affrontare due suoi antichi amici e Compagni: al-Zubayr b. al-ʿAwwām e Ṭalḥa b. ʿUbayd Allāh, sostenuti dalla vedova di Muhammad, ʿĀʾisha. Lo scontro con costoro avvenne nei pressi di Baṣra, nella cosiddetta "Giornata del Cammello" e si risolse in una totale vittoria del califfo e nella morte dei due Compagni e nell'imprigionamento di fatto di ʿĀʾisha, costretta a vivere il resto della sua vita a Medina, negli appartamenti che aveva condiviso col Profeta.
Lo scontro più importante e gravido di conseguenze che non saranno mai più sanate, vide contrapporsi l'esercito del califfo ʿAlī e quello dei musulmani che pretendevano vendetta per quanto accaduto a ʿUthmān, sobillati e guidati dal cugino del terzo califfo: Muʿāwiya b. Abī Sufyān, che non intendeva rinunciare al governatorato di Siria e che nutriva ambizioni di poter diventare quando possibile il califfo dei musulmani.
La battaglia avvenne a Ṣiffīn e si concluse con un nulla di fatto militare ma con una vittoria politica del wālī siriano che riuscì ad accreditarsi come legittimo antagonista di ʿAlī, del quale veniva contestata l'irrituale elezione e la inerte condotta nell'identificare e perseguire tutti i responsabili dell'omicidio di ʿUthmān.
Mentre stava preparando un nuovo esercito per sconfiggere definitivamente il governatore ribelle, ʿAlī cadde vittima di un attentato di un kharigita che volle così vendicare l'eccidio dei suoi correligionari, perpetrato poco prima dal califfo a Nahrawān.
Un breve interregno del figlio primogenito del califfo ucciso, al-Ḥasan b. ʿAlī, concluse il califfato dei Rāshidūn. Muʿāwiya tacitò infatti con una generosa elargizione e un altrettanto generoso appannaggio gli eventuali diritti all'imamato di al-Ḥasan e nel 661 poté quindi inaugurare il califfato omayyade, con sede a Damasco

## Espansione militare
L'impero dei Rāshidūn si estese gradualmente e in 24 anni di conquista venne occupato un vasto territorio comprendente il Nord Africa, il Vicino Oriente, la Transoxiana, il Caucaso, parte dell'Anatolia, l'intero impero persiano sasanide, il Grande Khorasan; venne invasa la penisola iberica, e venne conquistato il Balucistan; al termine delle conquiste confinava a oriente con il fiume Indo nel subcontinente indiano e a occidente con l'oceano Atlantico. L'invasione islamica della Persia sasanide causò la conquista dell'intero Impero persiano, anche se i Persiani rifiutarono di sottomettersi all'invasore e continuarono a combattere nel vano tentativo di riconquistare i loro territori perduti. A differenza dei Sasanidi, i Bizantini dopo aver perso la Siria si ritirarono nell'Anatolia e di conseguenza persero l'Egitto, il Nord Africa, la Sicilia, Cipro, Rodi che vennero conquistate dagli invasori arabi ma salvarono il cuore del loro Impero e, grazie alle guerre civili tra i musulmani che fermarono l'avanzata araba per molti anni, ebbero il tempo di riprendersi e di tornare ad essere il più grande impero e la più grande forza militare cristiana per molti secoli ancora.

### Conquista dell'Impero sasanide
La prima invasione islamica dell'Impero dei Sasanidi venne lanciata dal Califfo Abū Bakr nel 633; la guerra durò solo 4 mesi. Abū Bakr mandò il suo generale più forte e valoroso, Khālid b. al-Walīd, a conquistare la Mesopotamia dopo la felice conclusione delle guerre della cosiddetta "Ridda". Dopo essere entrato in Iraq con il suo esercito di 18.000 uomini, Khālid vinse quattro battaglie consecutive: la Battaglia di Dhāt al-Salāsil (delle "catene"), combattuta nell'aprile 633; la Battaglia di al-Madhār (chiamata genericamente dagli Arabi "della confluenza dei fiumi", o "dei due canali"), combattuta tra metà aprile e metà maggio (mese lunare di safar) del 633 e che causò la morte di 3.000 guerrieri persiani; la Battaglia di al-Walaja, combattuta nel maggio 633 (in cui egli applicò con successo la tattica del "doppio avvolgimento" del nemico), e la Battaglia di Ullays, combattuta a metà maggio 633. Nell'ultima settimana di maggio 633, la capitale dell'antico regno dei Lakhmidi (ridotto a satrapia persiana, con un suo marzban, ossia governatore) cadde in mano musulmana dopo una vana resistenza nella Battaglia di al-Hira. Dopo aver fatto riposare le sue truppe, Khālid si diresse nel giugno 633 verso al-Anbar, e dopo aver vinto la Battaglia di al-Anbar, assediò la città per alcune settimane, riuscendo a prenderla nel luglio 633. Khalid poi si diresse a sud, e conquistò la città di 'Ayn al-Tamr dopo aver vinto la Battaglia di 'Ayn al-Tamr nell'ultima settimana di luglio 633. Da quel momento in poi, quasi l'intera Mesopotamia era in mano islamica. Khālid si spostò poi verso Dumat al-Jandal, nel settentrione arabo, per soccorrere il comandante arabo musulmano 'Iyad ibn Ghanm, rimasto intrappolato da alcune tribù ribelli. Khālid giunse a Dumat al-Jandal e sconfisse i rivoltosi nella Battaglia di Dumat al-Jandal nell'ultima settimana di agosto del 633. Tornando dall'Arabia, ebbe notizia del raduno di un numeroso esercito persiano. Nel giro di poche settimane decise di affrontarlo e sconfisse lo stuolo in una geniale serie di battaglie separate, evitando così di restare in inferiorità numerica. Quattro formazioni di Persiani e di truppe ausiliare cristiane, già lakhmidi, furono presenti a Hanafiz, Zumayl, Sanni e Muzieh. Khālid divise il suo esercito in tre unità e decise di aggredire nel novembre 633 questi ausiliari, uno a uno, da tre differenti direzioni e di notte, dapprima nella Battaglia di Muzieh, poi in quella di Sanni e infine in quella di Zumayl. Tali sconfitte devastanti persiane misero fine al controllo sasanide della Mesopotamia. Nel dicembre 633, Khalid raggiunse la città frontaliera di Firaz, in cui sbaragliò le forze combinate dei persiani Sasanidi, Bizantini e dei loro ausiliari Arabi cristiani nella Battaglia di Sasan Firaz. Questa fu la sua ultima battaglia nella Campagna di conquista dell'Iraq. Dopo tali conquiste, Khālid lasciò la Mesopotamia per guidare le forze islamiche nella Campagna di Siria contro i Bizantini, lasciando a presidiare le conquiste mesopotamiche il comandante beduino dei B. Bakr b. Wāʾil, al-Muthannā b. Ḥāritha. I Persiani qui concentrarono ancora una volta le loro forze armate per riconquistare la Mesopotamia. al-Muthanna si rifugiò dall'Iraq centrale nelle aree contigue al deserto arabo per prender tempo al fine di ricevere i necessari rinforzi da Medina. Il Califfo ʿUmar inviò truppe sotto il comando di Abū ʿUbayd b. Masʿūd al-Thaqafī e, dopo una serie di successi sasanidi, i musulmani sgominarono le forze persiane nella cruenta Battaglia del Ponte in cui lo stesso Abū ʿUbayd b. Masʿūd cadde ucciso.